# 东坑下桥
东坑下桥，位于浙江省丽水市景宁畲族自治县东坑镇东坑村，为单孔木拱廊桥，景宁廊桥之一。2013年作为处州廊桥的单体之一，列入全国重点文物保护单位。

## 历史
东坑下桥始建于清康熙二十八年（1689年），为县内现存年代最久的木拱廊桥。桥梁全长24.31米，宽4.34米，拱跨21.80米，上设廊屋11间。